# Diga di Mühleberg
La diga di Mühleberg è una diga a gravità situata in Svizzera, nel Canton Berna tra i comuni di Mühleberg e Wohlen bei Bern, sul fiume Aar.

## Descrizione
Ha un'altezza di 29 metri e il coronamento è lungo 250 metri. Il bacino creato dalla diga, Wohlensee, ha un volume massimo di 25 milioni di metri cubi, una lunghezza di 12,1 km e un'altitudine massima di 481 m s.l.m. Lo sfioratore ha una capacità di 610 metri cubi al secondo.
Sulla diga c'è una centrale idroelettrica che prende le acque del lago. Sono installate 6 turbine Francis e una turbina Kaplan, per una potenza totale di 45 MW. Una turbina produce energia per le Ferrovie Federali Svizzere.
Le acque del lago vengono sfruttate dall'azienda Bernische Kraftwerke AG. Tra il 2004 e il 2006, l'impianto è stato rinnovato.

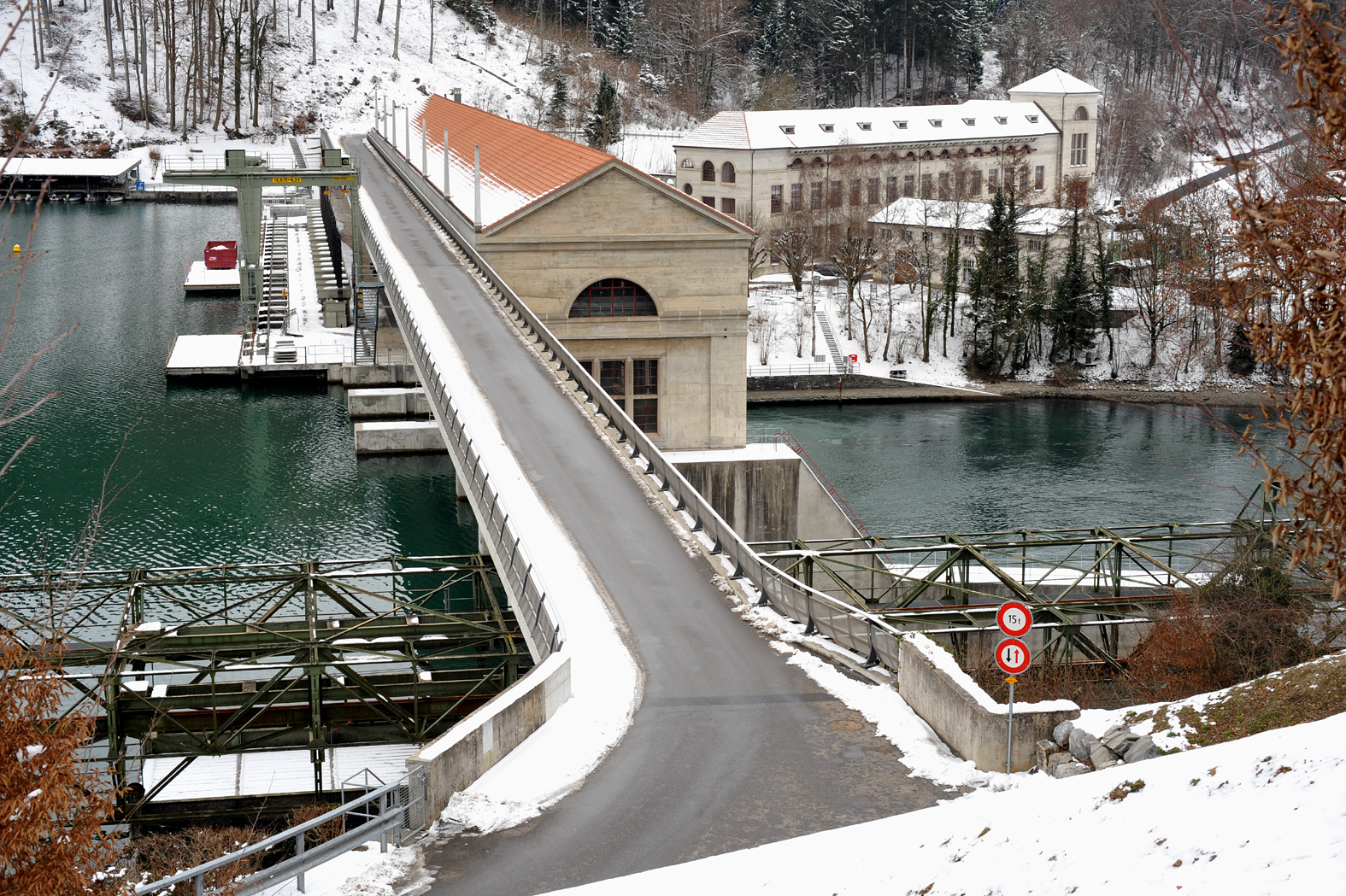
Veduta da vicino

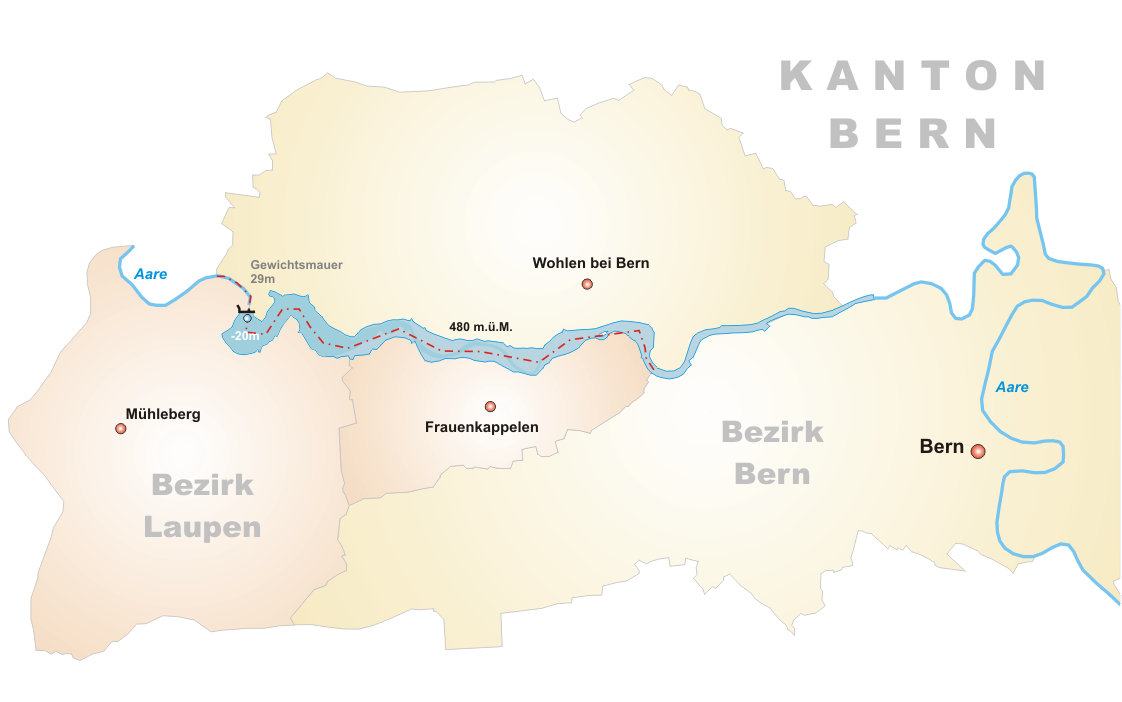
Mappa del lago